# 名例律
名例律（みょうれいりつ）は、律の編目の1つ。刑事に関する総論を扱った。大宝律・養老律ともに存在。唐律を継受したもの。日本律全12編中の第1編で，律全体の総則的規定を定めた最重要の編目。

## 沿革
名は刑罰の名称、例は法例のことで、律全体の冒頭にある。主刑としての刑罰の名称（五刑）、減刑としての例減，換刑としての贖(しょく)や官当，付加刑としての除免、裁判に関する規準、律中の用語の定義からなる。とくに重大視される犯罪（八虐、はちぎゃく・六議（ろくぎ）、併合罪・共犯・連坐などの重要原則を定めている。このうち五刑・八虐については、体系的法典としての大宝律制定以前に成文化されていたとする説もある。
大宝名例律は全条散佚し逸文を伝えるのみ。養老名例律は前半を伝え，後半は散佚。

## 構成
1870年の新律提綱の冒頭の名例律は13条からなる。
1873年の改定律例（明治6年太政官布告206号）の名例律は100条からなり、五刑、勅奏官位犯罪條令、閏刑、官吏犯公罪、軍人犯罪、糾弾官吏犯罪など、主に身分犯を定めた29章の構成である。同年には改定律令のほか、郵便規則（97号）の郵便犯罪罰則、鉄道犯罪罰例（100号）なども設けられた。